# Скаржинського Капуцита
Скаржинського Капуцита — балка (річка) в Україні у Братському й Єланецькому районах Миколаївської області. Права притока річки Солоної (басейн Південного Бугу).

## Опис
Довжина річки 12 км, похил річки 3,2 м/км, площа басейну водозбору 95,0 км². Формується багатьма струмками та загатами.

## Розташування
Бере початок на північно-східній околиці села Ясна Поляна. Тече переважно на південний схід через села Великосербулівку, Нововолодимирівку і у селі Велика Солона впадає в річку Солону, праву притоку річки Гнилого Єланця.

## Цікаві факти
- У пригирловій частині річку перетинає автошлях Р55[3] (автомобільний шлях територіального значення в Одеській та Миколаївській області. Проходить територією Березівського, Одеського, Веселинівського, Вознесенського, Єланецького та Новобузького районів через Одесу — Доброслав — Веселинове — Вознесенськ — Єланець — Новий Буг. Загальна довжина — 205,8 км.).
- У XX столітті на річці існували птахо,-свино-тваринні ферми (ПТФ, СТФ) газгольдери та газові свердловини[2].